# Sun City West, Arizona
Sun City West är en ort (CDP) i Maricopa County, i delstaten Arizona, USA. Enligt United States Census Bureau har orten en folkmängd på 24 535 invånare (2010) och en landarea på 28,3 km².